# صندوق احتياطي الأجيال القادمة (البحرين)
صندوق احتياطي الاجيال القادمة صندوق استثمار مملوك لـ حكومة مملكة البحرين لتأمين احتياجات الاجيال القادمة ويتم اسقتطاع نسبة من كل برميل نفط يتم بيعه لصالح الصندوق و اصول الصندوق بنهاية عام 2021 تصل الى 680 مليون دولار حتى النصف الاول للعام 2023.

## نسبة الاستقطاع من النفط
- 40 - 60 دولار (الاستقطاع 1 دولار)
- 60 - 80 دولار (الاستقطاع 2 دولار)
- 80 - 100 دولار (الاستقطاع 3 دولار)
- 100 - 120 دولار (الاستقطاع 4 دولار)
- +120 دولار (الاستقطاع 5 دولار[2])

## استقطاع 450 مليون دينار من الصندوق لدعم الموازنة
وافق مجلس الوزراء في جلسته في 13 يوليو 2020, على استقطاع مبلغ 450 مليون دولار من حساب احتياطي الأجيال القادمة لمرة واحدة فقط لدعم الميزانية العامة للدولة خلال المدة المتبقية من السنة المالية 2020، والموافقة أيضًا على إصدار مرسوم بقانون بشأن التصرف في جزء من أموال حساب احتياطي الأجيال القادمة.
وتأتي الموافقة على استقطاع المبلغ من حساب احتياطي الأجيال القادمة بناء على المذكرة المرفوعة من اللجنة الوزارية للشؤون المالية والاقتصادية والتوازن المالي بشأن التصرف في جزء من أموال حساب احتياطي الأجيال القادمة من خلال وقف تحويل إيرادات النفط المرصودة لصالح حساب احتياطي الأجيال القادمة بصفة مؤقتة حتى نهاية السنة المالية 2020.

## اصول الصندوق عبر السنوات
- 2013: 412 مليون دولار.
- 2014: 501.5 مليون دولار.
- 2016: 615.1 مليون دولار.
- 2017: 729.7 مليون دولار.
- 2018: 782.2 مليون دولار.
- 2019: 917.8 مليون دولار.
- 2020: 520.9 مليون دولار. (تم استقطاع 460 مليون دولار بسبب جائحة كورونا)
- 2021: 624 مليون دولار.[4]

## الاستقطاع من ميزانية الدولة (استقطاع النفط)
- 2017: (20,920,270) مليون دينار.
- 2018: (19,669,985) مليون دينار.
- 2019: (23,333,401) مليون دينار.
- 2020: (3,338,090) مليون دينار.
- 2021: (20,501,919) مليون دينار.[5]